# Anhingidae
Anhingidae é a família de aves suliformes (pelecaniformes na taxonomia tradiconal) caracterizadas por seus longos e finos pescoços. A família possui apenas o gênero Anhinga e suas 4 espécies de aves não-extintas.
Elas são, geralmente, de grande porte e possuem dimorfismo sexual. O macho possui coloração preta ou marrom escura e o nariz maior ao da fêmea, que possui uma plumagem mais clara, especialmente no pescoço e nas partes de baixo. Ambos possuem penas cinza no colar e na parte de cima da asa e os bicos possuem as bordas com serras. As aves possuem os pés com membranas entre os dedos e pernas curtas. Sua plumagem é permeável, como a dos cormorões, e eles abrem asas para secá-las, após mergulhar.

## Espécies
- Carará, Anhinga anhinga
- mergulhão serpente, Anhinga rufa
- mergulhão serpente, Anhinga melanogaster
- mergulhão australasiano, Anhinga novaehollandiae